# نمدی (پارچه)
نمدی (به انگلیسی: Russet) پارچه‌ای زبر است که از پشم درست می‌شود و با وسمه و گیاه مَدِر (Rose madder) رنگ می‌شود تا سایه‌ای خاکستری یا قهوه‌ای به آن بدهد. طبق قانون سال ۱۳۶۳، انگلیسی‌های فقیر ملزم به پوشیدن پتوی ارزان‌قیمت بودند. سربازان متواضع و کشیشان، مانند فرانسیسکن‌ها، فندقی را به نشانه فروتنی می‌پوشیدند، اما یک فندقی باکیفیت مانند آنچه در کولچستر ساخته شده بود را ترجیح می‌دادند، که بهتر از ارزان‌ترین پارچه بود. شعر قرون وسطایی پیرز شخم‌زن مسیحی با فضیلت را توصیف می‌کند:
و یکی سرزمین بی‌درخت از یک فرد برازنده با نمدی خاکستری
به عنوان یک ردای اضافی یا سرخ‌فام.